# Robert Jordan
Robert Jordan, vlastním jménem James Oliver Rigney, Jr. (17. října 1948, Charleston, Jižní Karolína, USA - 16. září 2007, Charleston) byl americký spisovatel, autor slavného fantasy cyklu Kolo času (v anglickém originálu The Wheel of Time). Psal také pod pseudonymem Reagan O'Neal. Kromě cyklu Kolo času psal také pastiše fantasy románů o Conanovi.

## Život
Narodil se v Charlestonu v Jižní Karolíně. V letech 1968 až 1970 sloužil dva cykly ve Vietnamu v americké armádě. Za svoje zásluhy zde získal několik vyznamenání. Po návratu z Vietnamu získal titul ve fyzice. Po promoci byl zaměstnán jako jaderný inženýr amerického námořnictva. Svoji spisovatelskou kariéru začal v roce 1977. Mezi jeho koníčky patřila historie, lov, rybaření, námořní plavba, poker, šachy, kulečník a sběr dýmek. Žil v domě postaveném v roce 1797 se svojí ženou Harriet McDougal, která pracuje jako knižní editor pro Tor Books.
V březnu 2006 oznámil, že trpí srdeční amyloidózou a že mu dle lékařů zbývají již jen čtyři roky života. Zemřel 16. září 2007. 11. března 2007 bylo oznámeno, že sérii Kolo času, kterou Jordan nestihl dopsat, dokončí americký spisovatel Brandon Sanderson.
Sanderson následně napsal romány: Bouře přichází, Věže půlnoci a Vzpomínky na světlo, čímž série byla dokončena.

## Dílo

### Kolo času
1. Nové jaro (New Spring, 2004); prequel, který se odehrává 20 let před událostmi románu Oko světa
2. Oko světa (The Eye of the World, 1990)
3. Velké hledaní (The Great Hunt, 1990)
4. Drak znovuzrozený (The Dragon Reborn, 1991)
5. Stín se šíří (The Shadow Rising, 1992)
6. Oheň z nebes (The Fires of Heaven, 1993)
7. Pán chaosu (Lord of Chaos, 1994)
8. Koruna z mečů (A Crown of Swords, 1996)
9. Cesta nožů (The Path of Daggers, 1998)
10. Srdce zimy (Winter's Heart, 2000)
11. Křižovatka soumraku (Crossroads of Twilight, 2003)
12. Nůž snů (Knife of Dreams, 2005)
13. Bouře přichází (The Gathering Storm, 2009); posmrtně dopsal Brandon Sanderson
14. Věže půlnoci (Towers of Midnight, 2010); posmrtně dopsal Brandon Sanderson
15. Vzpomínka na světlo (A Memory of Light, 2013); posmrtně dopsal Brandon Sanderson

### Pastiše Barbara Conana
1. Conan nepřemožitelný (Conan the Invincible, 1982)
2. Conan ochránce (Conan the Defender, 1982)
3. Conan nepokořený (Conan the Unconquered, 1983)
4. Conan the Triumphant, 1983), česky nevyšlo
5. Conan the Magnificent, 1984), česky nevyšlo
6. Conan ničitel (Conan the Destroyer, 1984)
7. Conan: Černý mág z Vendhye (Conan the Victorious, 1984)